# Liste der Monuments historiques in Basse-Rentgen
Die Liste der Monuments historiques in Basse-Rentgen führt die Monuments historiques in der französischen Gemeinde Basse-Rentgen auf.

## Liste der Bauwerke
| Bezeichnung                   | Beschreibung                                                                                            | Standort                     | Kennzeichnung | Schutzstatus   | Datum     | Bild           |
| ----------------------------- | --- | ---------------------------- | ------------- | -------------- | --------- | -------------- |
| Château de Preisch            | vom Ende des 17. Jahrhunderts, mit älteren Resten; Kapelle von 1773, zwischen 1862 und 1865 umgestaltet | nördlich des Ortes (Lage)    | PA00106731    | Inscrit Classé | 1986 1995 | weitere Bilder |
| Drei gallo-römische Grabhügel | | nordöstlich des Ortes (Lage) | PA00107050    | Inscrit        | 1991      |                |

## Liste der Objekte
| Bezeichnung | Beschreibung                                                                                | Standort                                             | Kennzeichnung | Schutzstatus | Datum | Bild |
| ----------- | ------------------------------------------------------------------------------------------- | ---------------------------------------------------- | ------------- | ------------ | ----- | ---- |
| Altarfront  | Holz, farbig gefasst und vergoldet, nach 1765, aus der Werkstatt von Nikolaus Greef-Greisch | Haute-Rentgen, in der Kapelle Saint-Hippolyte (Lage) | PM57000944    | Inscrit      | 1990  |      |
| Ziborium    | Silber, vergoldet                                                                           | in der Kirche St-Pierre-et-St-Paul (Lage)            | PM57000945    | Inscrit      | 1990  |      |